# Горохов, Николай Константинович
Никола́й Константи́нович Горо́хов (1924 — ?) — советский футболист, полузащитник. Мастер спорта СССР (1955).

## Биография
Всю карьеру провёл в ленинградских командах «Динамо» (1947—1950, 1952—1953) и «Трудовые резервы» (1954—1956). В чемпионате СССР за «Динамо» сыграл 110 матчей, забил один гол — 29 июля 1948 открыл счёт в матче с «Зенитом» (4:2). За «Трудовые резервы» в 40 матчах также забил один гол — 20 мая 1954 открыл счёт в домашнем матче с харьковским «Локомотивом» (4:0).
19 сентября 1954 играл в товарищеском матче сборной Ленинграда со сборной СССР.